# Charles Adolphe Ballande
Pour les articles homonymes, voir Ballande.
Charles Adolphe Ballande, né le 3 juin 1878 à Étaules (Charente-Maritime) et mort pour la France le 27 avril 1915 au large de Santa Maria di Leuca (Italie), était un officier de marine français.

## Biographie
Mobilisé lors de la Première Guerre mondiale, Charles Adolphe Ballande, lieutenant de vaisseau sur le croiseur cuirassé Léon Gambetta disparait en mer avec le bâtiment coulé par l'ennemi, au large de Santa Maria di Leuca  en Italie le 27 avril 1915.

## Distinctions
- Officier d'académie
- Chevalier de la Légion d'honneur par décret du 31 août 1907